# 미노타우르-C

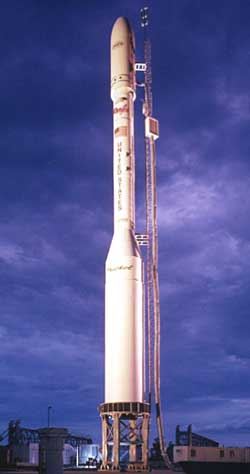

미노타우르-C(Minotaur Commercial)는 미국의 우주 발사체이다. 처음에는 타우르스 발사체라고 불렀다.

## 역사
4단 고체연료 로켓이다. 미국 노스럽 그러먼이 제작했다. 캘리포니아 반덴버그 공군 기지의 SLC-576E 발사대에서 발사한다.
노스럽 그러먼의 공중발사형 페가수스 로켓을 기반으로 만들었다. 1,350 kg 인공위성을 지구 저궤도에 올릴 수 있다.
1994년 최초 발사되었다. 10번의 발사 중에서 7번의 발사에 성공했다.
타우르스 발사체는 2014년 미노타우르-C라고 브랜드 이름을 변경했다. 기존의 항법장치를 미노타우르 계열 로켓에 사용된 새로운 항법장치로 교체했다. 6년간 발사하지 않다가 2017년 미노타우르-C를 발사했다.

## 구성
1단 엔진은 오비탈 ATK의 캐스터 120이다. LGM-118 피스키퍼 ICBM의 1단 엔진이다.
- 1단 - 캐스터 120, 추력 140톤, LGM-118 피스키퍼 ICBM의 1단 엔진
- 2단 - 오리온 50, 추력 15톤, 페가수스-1의 1단
- 3단 - 오리온 50, 추력 15톤, 페가수스-1의 2단
- 4단 - 오리온 38, 추력 3톤, 페가수스-3의 3단

## 같이 보기
- 안타레스 로켓